# Ambra (film)
Ambra (Forever Amber) è un film diretto da Otto Preminger nel 1947. È tratto dal romanzo omonimo di Kathleen Winsor del 1944.

## Trama
1644. Mentre in Inghilterra infuria la guerra civile, una neonata di nobili natali viene abbandonata e raccolta da una famiglia di contadini che la adottano.

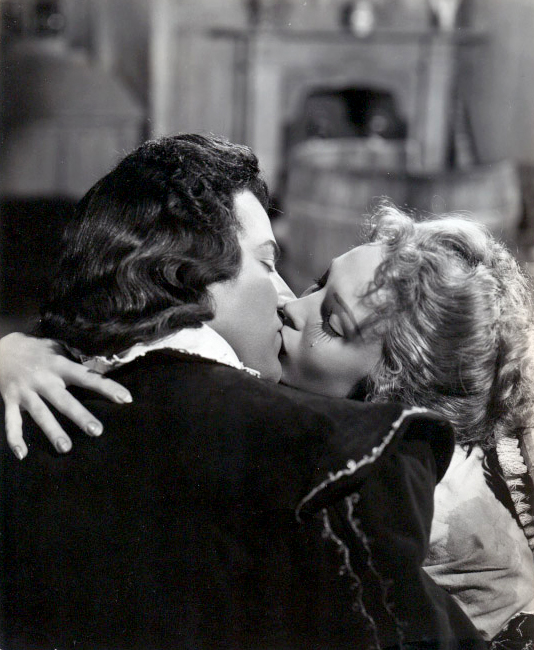
Linda Darnell e Cornel Wilde nel trailer

1660. Divenuta fanciulla, Ambra rifiuta di sposare un contadino e fugge a Londra dopo aver conosciuto in una locanda Bruce Carlton, un militare di cui lei si innamora e di cui diventa l'amante, avendo anche un figlio. Quando lui la lascia per partire per le Americhe, le lascia del denaro che le viene rubato da una coppia di truffatori. La giovane finisce anche in carcere, a Newgate, da cui viene salvata dal bandito Black Jack che la prende sotto la sua protezione e le insegna a rubare. Dopo la morte del bandito, la bellezza di Ambra viene notata da un ufficiale che la prende come amante, collocandola in una compagnia teatrale come attrice. Lì si fa notare da alcuni nobili e anche dal re. Tornato in patria, Bruce ritorna da Ambra e ha un duello con uno degli spasimanti di Ambra, il capitano Morgan, che rimane ucciso. Ripartito Bruce, Ambra sposa Radcliffe, un nobile che le dà finalmente la posizione cui lei aspira per essere all'altezza di Bruce che l'ha sempre rifiutata per le sue origini. Ambra viene a sapere che Bruce è a Londra proprio mentre infuria la peste: corre in suo aiuto, sapendolo malato e lo cura a rischio della propria vita, salvandolo. Ma quando Bruce sa del suo matrimonio, riparte ancora una volta. Ritornerà dopo alcuni anni, sposato nelle colonie con una giovane americana. Ambra, nel frattempo, è rimasta vedova dopo varie vicissitudini: il marito che la tiranneggiava, è stato ucciso da un servo e lei è riuscita a scappare dai locali in cui lui la teneva chiusa, mentre Londra è devastata da un infernale incendio. Ora è l'amante del re e vive a corte insieme al bambino, suo e di Bruce. Gelosa della donna che le ha portato via l'amore di Bruce, cerca di inventare una storia che la coinvolga con il re, ma viene scoperta. Re Carlo II d'Inghilterra è indignato e scaccia Ambra, mentre Bruce le sottrae il figlio, invogliandolo a seguirlo in America, terra di avventura e di nuovi orizzonti.

## Produzione
La censura secondo il codice Hays condannò il romanzo ma dopo neanche un mese dalla sua uscita era già un best seller e i diritti del film vennero comprati dalla 20th Century Fox.

## Riconoscimenti
Nomination per l'Oscar alla migliore colonna sonora.